# La Neuve-Lyre
La Neuve-Lyre es una localidad y comuna francesa situada en la región de Alta Normandía, departamento de Eure, en el distrito de Évreux y cantón de Rugles.

## Demografía
| 618 | 724 | 802 | 712 | 598 | 567 |
| Para los censos de 1962 a 1999 la población legal corresponde a la población sin duplicidades (Fuente: INSEE [Consultar]) |     |     |     |     |     |

## Administración

### Entidades intercomunales
La Neuve-Lyre está integrada en la Communauté de communes du canton de Rugles . Además forma parte de diversos sindicatos intercomunales para la prestación de diversos servicios públicos:
- S.A.E.P et d'assainissement de la région des Lyres .
- S.A.E.P de Rugles nord .
- Syndicat de l'électricité et du gaz de l'Eure (SIEGE) .
- Syndicat d'assainissement du pays d'Ouche

### Riesgos
La prefectura del departamento de Eure incluye la comuna en la previsión de riesgos mayores  por:
- Presencia de cavidades subterráneas.
- Riesgos derivados de inundaciones.

## Personajes célebres
- Nicolás de Lira, exégeta franciscano del siglo XIV.